# Ficus pubigera
Ficus pubigera är en mullbärsväxtart som först beskrevs av Nathaniel Wallich och Friedrich Anton Wilhelm Miquel, och fick sitt nu gällande namn av Friedrich Anton Wilhelm Miquel. Ficus pubigera ingår i släktet fikonsläktet, och familjen mullbärsväxter.

## Underarter
Arten delas in i följande underarter:
- F. p. maliformis
- F. p. reticulata